# 越後水原
「越後水原」（えちごすいばら）は、2016年3月29日に発売された水森かおりの24作目のシングル。

## 解説
- 新潟県阿賀野市にある白鳥の飛来地・瓢湖を舞台にしたご当地ソング。
- オリコン初登場5位を記録した。連続初登場TOP10入りの記録を13作連続に更新。TOP5入りは「島根恋旅」以来2作ぶり。
- 楽曲のシングル盤はタイプA、タイプB、特別盤（通常盤・初回限定盤）の4種類がリリースされた。特別盤の初回限定盤はDVDが付属している。

## 収録曲

### タイプA
1. 越後水原（5分00秒）
作詞：伊藤薫／作曲：弦哲也／編曲：前田俊明
2. 越後水原（オリジナル・カラオケ）
3. 越後水原（半音下げカラオケ）
4. 越後水原（半音下げカラオケ・ガイドメロ入り）
5. 天竜峡（5分9秒）
作詞：たかたかし／作曲：岡千秋／編曲：伊戸のりお
6. 天竜峡（オリジナル・カラオケ）
7. 天竜峡（半音下げカラオケ）
8. 天竜峡（半音下げカラオケ・ガイドメロ入り）

### タイプB
1. 越後水原（5分00秒）
作詞：伊藤薫／作曲：弦哲也／編曲：前田俊明
2. 越後水原（オリジナル・カラオケ）
3. 越後水原（半音下げカラオケ）
4. 越後水原（半音下げカラオケ・ガイドメロ入り）
5. 鎌倉街道（4分53秒）
作詞・作曲：たきのえいじ／編曲：丸山雅仁
6. 鎌倉街道（オリジナル・カラオケ）
7. 鎌倉街道（半音下げカラオケ）
8. 鎌倉街道（半音下げカラオケ・ガイドメロ入り）

### 特別盤
1. 越後水原（5分00秒）
作詞：伊藤薫／作曲：弦哲也／編曲：前田俊明
2. 越後水原（オリジナル・カラオケ）
3. 越後水原（半音下げカラオケ）
4. 越後水原（半音下げカラオケ・ガイドメロ入り）
5. ふるさとほっこり村（4分27秒）
作詞：山之内一／作曲・編曲：大森俊之
※テレビ東京系テレビアニメ「ふるさと再生 日本の昔ばなし」主題歌
6. ふるさとほっこり村（オリジナル・カラオケ）
7. ふるさとほっこり村（半音下げカラオケ）
8. ふるさとほっこり村（半音下げカラオケ・ガイドメロ入り）
9. 大糸線（4分54秒）
作詞：仁井谷俊也／作曲：弦哲也／編曲：丸山雅仁
10. 大糸線（オリジナル・カラオケ）
11. 大糸線（半音下げカラオケ）
12. 大糸線（半音下げカラオケ・ガイドメロ入り）

【初回限定盤・DVD収録内容】
1. 越後水原 ミュージックビデオ
2. 越後水原 字幕入りカラオケ